# Dear Mr. Fantasy
Dear Mr. Fantasy is een nummer van de Britse popgroep Traffic uit 1967. Het is geschreven door drie leden van de groep. Jim Capaldi zorgde voor de tekst, terwijl de muziek is geschreven door Steve Winwood en Chris Wood.
‘Wij’ vragen Mr. Fantasy om ons wat op te vrolijken. Hij zingt een liedje en begeleidt zichzelf daarbij op een gitaar, maar breekt ineens in tranen uit. Hij zou ‘ons’ moeten troosten, maar in plaats daarvan moeten ‘wij’ hem troosten.

## Het nummer
Dear Mr. Fantasy ontstond op Sheepcote Farm, een huisje op het platteland van Berkshire, waar de groep zich voor een tijdje had teruggetrokken om aan nieuwe nummers te werken. Jim Capaldi maakte op een dag een tekening van een marionet die op een gitaar speelde en verzon er een rijmpje bij. De volgende ochtend merkte hij dat Chris Wood en Steve Winwood zijn tekening in handen hadden gekregen en bezig waren het rijmpje verder uit te werken en er al improviserend muziek bij te verzinnen. Hij ging meteen meedoen.
Dear Mr. Fantasy werd het laatste nummer op de voorkant van de eerste lp van Traffic, Mr. Fantasy, die op 8 december 1967 uitkwam. De opnamen zijn gemaakt in de periode april-november 1967 in de Olympic Studios in Londen. Toen Phill Brown, een geluidstechnicus die betrokken was bij de opnamen, gevraagd werd wat het hoogtepunt van zijn carrière was geweest, antwoordde hij: ‘Recording Dear Mr Fantasy, one o'clock in the morning, November 1967.’ (Het opnemen van Dear Mr Fantasy om één uur 's ochtends in november 1967.’) Als zijn herinnering klopt, moet Dear Mr. Fantasy een van de laatste nummers geweest zijn die werden opgenomen.
Eddie Kramer, een andere geluidstechnicus die erbij was, vertelde later dat hij zich op een gegeven moment afvroeg waar Jimmy Miller, de muziekproducent die de opnamen leidde, gebleven was. Die bleek de opnameruimte binnengegaan te zijn, waar hij met een set maracas was gaan meedoen. Hij zorgde voor de verhoging van het tempo op het eind van het nummer.
Het nummer staat ook op de eerste Amerikaanse lp van Traffic, Heaven is in your mind. Daar is Dear Mr. Fantasy het voorlaatste nummer op de achterkant. Ten opzichte van de Britse lp zijn twee nummers vervangen door andere en zijn twee nummers toegevoegd. De Amerikaanse lp heeft twaalf nummers in plaats van tien.
Een langere versie van het nummer (10:32 minuten in plaats van 5:44) staat op het livealbum Welcome to the Canteen uit 1971.
De groep bracht het nummer vele malen tijdens optredens. Toen de groep in 2004 werd opgenomen in de Rock and Roll Hall of Fame, speelden de aanwezige leden van de groep Dear Mr. Fantasy.

## Bezetting
De bezetting was:
- Jim Capaldi, drums, achtergrondzang
- Dave Mason, basgitaar, mondharmonica, achtergrondzang
- Steve Winwood, gitaar, solozang
- Chris Wood, orgel, achtergrondzang
- Jimmy Miller, maracas

## Covers
Crosby, Stills & Nash hadden het nummer op hun repertoire. Een uitvoering van 17 november 1980 staat op de boxset CSN uit 1991 en ook op het ‘kleinere’ verzamelalbum (twee discs i.p.v. vier) Carry on uit hetzelfde jaar. De groep voegde twee nieuwe coupletten aan het nummer toe.
Ook Grateful Dead had het nummer op zijn repertoire en zette het op zijn livealbum Without a net uit 1990.
Er bestaat een opname van een concert van Jimi Hendrix in 1968 in San Francisco, waar hij Dear Mr. Fantasy speelt. De opname is in 2011 uitgebracht op het label Dagger onder de naam San Francisco 1968.
Al Kooper en Mike Bloomfield speelden in september 1968 samen in de Fillmore West in San Francisco. Daar werd het livealbum The live adventures of Mike Bloomfield and Al Kooper opgenomen, waarop ze onder andere Dear Mr. Fantasy speelden. Het kwam uit in 1969.
The Sorrows zetten het nummer op hun album Old songs new songs. Het kwam in 1969 eerst alleen in Italië uit, maar later ook in andere landen. Pas in 2009 kwam het album uit in het Verenigd Koninkrijk, als eerste cd van een dubbelalbum.
Steve Winwood bracht het nummer op het Crossroads Guitar Festival 2007, dat op cd en dvd is vastgelegd. Samen met Eric Clapton speelde hij het nummer in februari 2008 tijdens een reeks concerten in Madison Square Garden in New York. Van  de concerten zijn in 2009 een dubbel-cd en een dubbel-dvd gemaakt onder de naam Live from Madison Square Garden. Dear Mr. Fantasy staat op allebei.